# L'Olympia 97
Albums de Gilbert Bécaud
BécOlympia Faut faire avec...
(1999)
L'Olympia 97 est un double album de Gilbert Bécaud du spectacle à l'Olympia de 1997. Il s'agit du quinzième enregistrement public de l'artiste dans cette célèbre salle.

## Les titres

### CD 1
1. La Vente aux enchères (Maurice Vidalin/Gilbert Bécaud)
2. Seul sur son étoile (Maurice Vidalin/Gilbert Bécaud)
3. Je t'appartiens (Pierre Delanoë/Gilbert Bécaud)
4. De Only You à Maintenant (Didier Barbelivien/Gilbert Bécaud)
5. Le Petit Oiseau de toutes les couleurs (Maurice Vidalin/Gilbert Bécaud)
6. Desperado (Claude Lemesle/Gilbert Bécaud)
7. Un peu d'amour et d'amitié (Louis Amade/Gilbert Bécaud)
8. Madame Roza (Claude Lemesle/Gilbert Bécaud)
9. Quand Jules est au violon (Maurice Vidalin/Gilbert Bécaud)
10. De l'autre côté de la rivière (Maurice Vidalin/Gilbert Bécaud)
11. Les Caraïbes (Pierre Grosz/Gilbert Bécaud)

### CD 2
1. Dimanche à Orly (Pierre Delanoë/Gilbert Bécaud)
2. Le Bain de minuit (Maurice Vidalin/Gilbert Bécaud)
3. L'Indien (Maurice Vidalin/Gilbert Bécaud)
4. L'Indifférence (Maurice Vidalin/Gilbert Bécaud)
5. La solitude, ça n'existe pas (Pierre Delanoë/Gilbert Bécaud)
6. L'Olympia
7. Je reviens te chercher (Pierre Delanoë/Gilbert Bécaud)
8. Nathalie (Pierre Delanoë/Gilbert Bécaud)
9. Et maintenant (Pierre Delanoë/Gilbert Bécaud)
10. L'important c'est la rose (Louis Amade/Gilbert Bécaud)

## Musiciens
- Yann Benoist (guitare)
- Daniel Carlet (saxophone)
- Denis Le Loup (trombone)
- Serge Munuera (claviers)
- Mr Pointu (violon)
- Philippe Slominski (trompette)
- Stéphane Vera (batterie)
- Léonard Raponi (arrangements)